# اوتی‌آراس

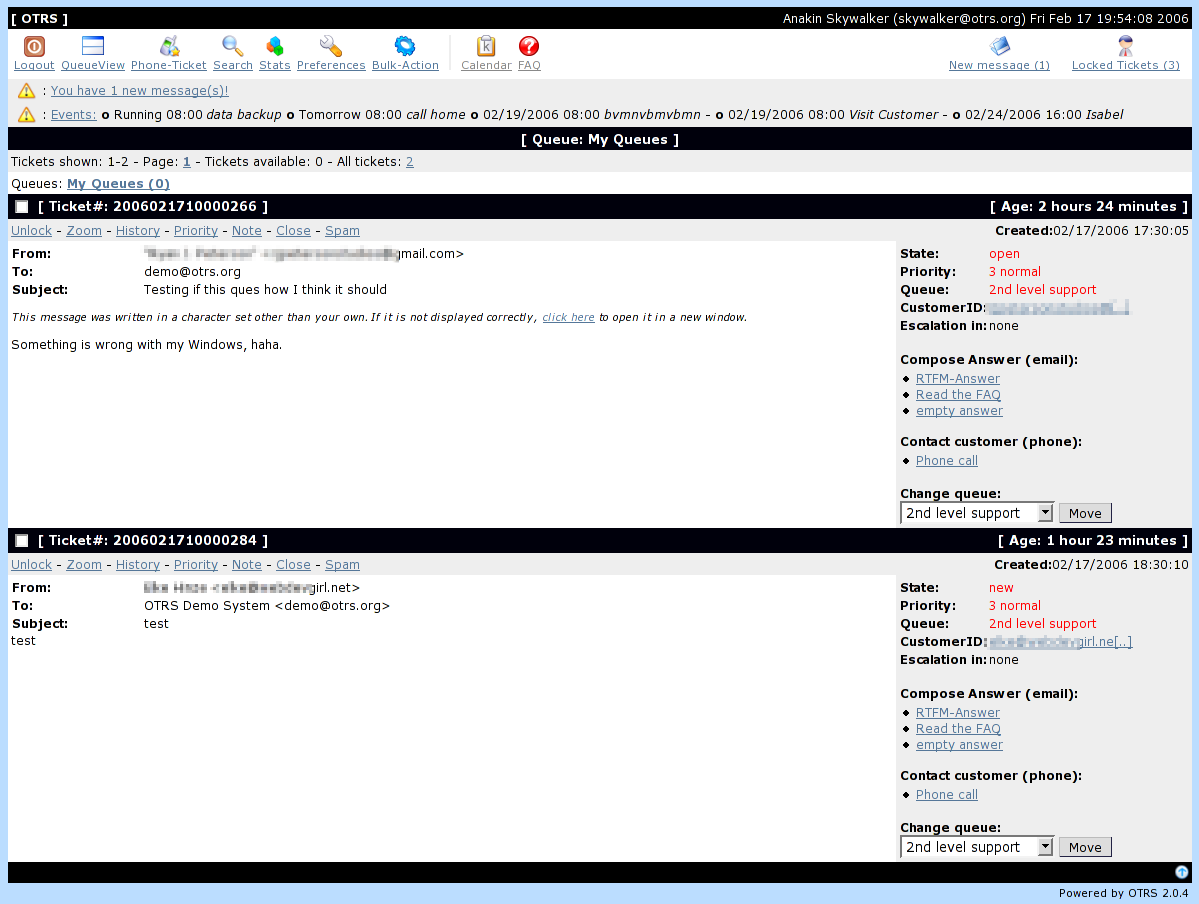
محیط برنامه

اوتی‌آراِس یا سامانهٔ متن‌باز درخواست بلیط (انگلیسی: Open-Source Ticket Request System به اختصار OTRS) مجموعه‌ای از مدیریت خدمات است. این سیستم برای مدیریت درخواست‌ها، شکایات و گزارش‌های مشتری و سایر موارد استفاده می‌شود. این نرم‌افزار توسط مارتین اِدِنهوفر یک برنامه‌نویس آلمانی، به زبان پرل نوشته شده‌است. محیط اصلی نصب این نرم‌افزار لینوکس، آپاچی و مای‌اس‌کیوال است.

## ویژگی‌های عمومی
- سورس باز و رایگان بودن
- سریع و کاربردی بودن
- تحت وب بودن
- پشتیبانی فوق‌العاده منظم و دقیق
- بروزرسانی منظم و مستمر
- پشتیبانی از زبان فارسی و بیش از ۲۰ زبان دیگر
- پشتیبانی از سیستم‌عامل‌های مختلف
- پشتیبانی از بانکهای اطلاعاتی متنوع
- نصب آسان
- مستندات و راهنماهای کافی
- کاربری آسان و کاربر دوست
- پشتیبانی از نحوه درخواست تلفنی، با ایمیل و از طریق وب
- قابلیت تعریف نامحدود کارشناس پشتیبانی
- قابلیت تعریف نا محدود مشترک
- گزارش‌های پیشرفته و متنوع
- قابلیت اجرای عملیات گروهی
- قابلیت ارتباط با انواع مِیل سرور

## امکانات او تی آر اس

### محیط وب
- محیط مخصوص کارشناسان برای رسیدگی به کلیه در خواست‌ها
- محیط مخصوص مدیر سیستم برای اعمال تنظیمات
- محیط مخصوص مشترکان برای در خواست و پیگیری درخواست‌ها
- محیط کاربری با پشتیبانی از تم
- پشتیبانی از شناسایی یگانه
- پشتیبانی از بیش از ۲۰ زبان از جمله زبان فارسی
- قابلیت سفارشی سازی الگوهای خروجی و گزارش‌ها
- پشتیبانی از پیوست چندگانه فایلها
- کاربری و منطق ساده

### محیط ایمیل
- پشتیبانی از برنامه‌های افزودنی ایمیل چندمنظوره (MIME)
- پشتیبانی از روش‌های رمزگذاری و امضای دیجیتالی
- پشتیبانی از SMIME
- توزیع نامه‌های ورودی از روی آدرس یا سر پیام آن
- پاسخ خودکار به مشترکان بازای هر صف (مخزن درخواست‌ها)
- تبدیل خودکار نامه‌های فقط HTML به متن و HTML برای جستجوی بهتر
- ارسال اعلان به کارشناسان برای درخواست جدید، پیگیری و پایان مهلت پیگیری

### درخواست
- لیست‌های درخواست (صف)
- نماهای سفارشی از لیست درخواست‌ها
- تحویل گرفتن و تحویل دادن درخواست‌ها
- پاسخ‌های استاندارد به درخواست‌ها
- پاسخ خودکار به درخواست‌ها بازای هر لیست
- تاریخچه درخواست، اقدامات انجام شده وضعیت رسیدگی
- افزودن انواع مختلف یادداشت به درخواست‌ها
- خاصیت بزرگنمایی درخواست
- انتقال یا جابجایی درخواست به آدرس ایمیل دیگر
- انتقال خودکار درخواست به صف‌های مرتبط تر
- اولویت بندی درخواست‌ها
- محاسبه زمانهای صرف شده روی درخواست‌ها
- نمای چاپ درخواست با فرمت پی‌دی‌اف
- وضعیت تعلیق درخواست
- تعیین پاسخگو و مسئول برای درخواست
- ویژگی‌های عملیات عمده روی درخواست‌ها
- موتور فعالیت‌های خودکار روی درخواست‌ها (دارای زمان‌بندی)
- گردش کار روی درخواست
- سطح دسترسی روی درخواست‌ها
- جستجوی کامل و پیشرفته روی درخواست‌ها

### سیستم
- پشتیبانی از ASP- Active Service Providing
- پشتیبانی از تقویم و ساعات کاری برای محاسبات صحیح SLA
- منبع داده مشترکین می‌تواند از بانک اطلاعات اس‌کیوال یا ال‌دپ گرفته شود
- پشتیبانی از برچسب دار کردن سفارشی درخواست‌ها
- پشتیبانی از شماره گذاری‌های سفارشی
- واسط بانک اطلاعاتی XML برای پشتیبانی از اعمال تغییرات روی داده‌ها - برای سایر بانکهای اطلاعاتی
- لایه بانک اطلاعاتی -پشتیبانی از بانکهای اطلاعاتی متنوع نظیر مای‌اس‌کیوال، پستگرس‌کیوال، اوراکل، دی‌بی۲ و مایکروسافت اس‌کیوال سرور
- بهره‌گیری از زیرساخت گزارش‌گیری
- پشتیبانی از فرمت یونیکد Utf-۸ در درون و لایه بیرونی
- مدیریت نصب بسته‌های وب جانبی نظیر تقویم و مدیریت فایل‌ها
- پشتیبانی از پروتکل‌های پایگاه داد، ال‌دپ، httpauth or radius برای اعتبار سنجی کارشناسان
- ایجاد و مدیریت کاربران گروه‌ها و نقش‌ها
- ایجاد پاسخ‌های استاندارد
- ایجاد زیر لیست‌ها (زیر صف‌ها)
- تعریف امضاء بازای هر صف
- تعریف عنوان خطاب بازای هر صف
- ارسال ایمیل هشدار به مدیر سیستم
- ارسال ایمیل به مشترکان بازای هر تغییر یا اقدام صورت گرفته
- ارسال اطلاعات بروز رسانی از طریق ایمیل و محیط وب
- مهلت زمانی برای درخواست‌ها
- ویرایش‌گر تنظیمات وب
- ارتباط درخواست‌ها پرسش‌های متداول و غیره
- سطوح دسترسی متنوع
- قابلیت توسعه سیستم با کمک
- واسط برنامه‌نویسی کاربردی